# Пушкин на Дону

Памятник А. С. Пушкину, Ростов-на-Дону

Русский поэт, драматург и прозаик Александр Сергеевич Пушкин (1799—1837) трижды побывал на Дону.

## История пребывания на Дону

### 1820 год
В мае 1820 года за свободолюбивые стихи и эпиграммы на императора Александра I и его приближенных Александр Сергеевич Пушкин был выслан в южнороссийский город Екатеринослав. Заболевшего поэта здесь разыскала семья героя Отечественной войны 1812 года генерала Николая Николаевича Раевского и с разрешения начальника Пушкина генерала Инзова взяла с собой для лечения на Кавказ. Тогда-то великий поэт впервые посетил донскую землю.
Выехав из Екатеринослава 28 мая 1820 года, путешественники два дня спустя уже въезжали в Таганрог. Поселил их в своем просторном доме на Греческой улице местный градоначальник Пётр Афанасьевич Папков. 31 мая Раевские и Пушкин на каретах выехали в Ростов-на-Дону. Ехали мимо развалин турецкой крепостицы Лютик на Мёртвом Донце, мимо знаменитого города-легенды Танаиса.
В Ростове гости осмотрели остатки крепости Дмитрия Ростовского. Через час путешественники выехали из Ростова и, проехав версту, попали на улицы шумного и богатого города Нахичевань, основанного в 1779 году переселенными из Крыма армянами. Влекомый жаждой новых ощущений и познания, Пушкин долго бродил по базару, поражаясь его восточной пышности, оригинальности лиц и одеяния людей.
В середине дня сели в кареты и придонской дорогой через глубокую Кизитеринскую балку двинулись в станицу Аксайскую. Проехав Кобяково городище, где по преданию томился в плену князь Игорь Новгород-Северский, в сумерках 31 мая подъехали к аксайской почтово-ямщицкой станции. Разместившись в номерах второго этажа, генерал Раевский послал в Новочеркасск конно-нарочного казака с запиской. в которой извещал своего знакомства, войскового атамана Андриана Карповича Денисова о своем приезде на следующий день в казачью столицу.
Утром Пушкин и Раевский выехали на каретах и по большому почтово-ямщицкому тракту Ростов — Новочеркасск, через южную арку, въехали в казачью столицу.
Обратно в Аксай возвращались на лодке. На следующий день, 2 июня, на шлюпке отправились в «старое гнездо казачества» — станицу Старочеркасскую. Они обошли всю станицу, осмотрели ее достопримечательные места и памятники казачьей старины. Полных ярких впечатлений возвращались путешественники в Аксай.
Переправившись на левый берег Дона, путешественники продолжили свой путь на Кавказ, проехав ещё двести вёрст по донской земле через станицы Махинскую, Кагальницкую, Мечётинскую, Егорлыкскую.

### 1829 год
Второй раз Пушкин посетил Дон в 1829 году, выехав в начале мая на Кавказ, где шла война с Турцией. Добравшись до Новочеркасска, поэт остановился в одноэтажном деревянном доме почтово-ямщицкой станции на Атаманской улице. Здесь он встретил своего старого приятеля, графа Владимира Алексеевича Мусина-Пушкина, следовавшего в Петровский пехотный полк на Кавказ. Решили ехать вместе, а пока ожидавший денежного перевода Александр Сергеевич несколько дней прожил в доме казака В. В. Золотарева на улице Горбатой. Некоторое время спустя приятели выехали из Новочеркасска в станицу Аксайскую. Поменяв здесь лошадей, Пушкин с графом переправились на пароме на левый берег Дона. Уже знакомым поэту почтовым трактом, сквозь бушующую радостным весенним многоцветьем степь, путешественники двинулись на Кавказ.
Возвращаясь с Кавказа, Пушкин посетил донскую землю в третий раз. 19 июля 1829 года, покинув Арзрум, Александр Сергеевич по Военно-Грузинской дороге двинулся домой. Через несколько дней пути гористую местность сменила степь. К Аксаю Пушкин, которого сопровождал городничий Сарапула Василий Андреевич Дуров, подъехали под вечер.
Утром следующего дня поэт с Дуровым выехал по Ростовскому тракту в Новочеркасск. И снова — Платовский проспект, снова — знакомая почтовая станция. Здесь Пушкина поджидала неприятность: удачливый картежник Дуров выиграл у него пять тысяч рублей и попросил немедленно оплатить долг. У поэта такой суммы в наличии не оказалось, но его выручил войсковой атаман Дмитрий Ефимович Кутейников, занявший Пушкину требуемую сумму. Через несколько дней, получив деньги из Москвы, Александр Сергеевич Пушкин навсегда покидает донскую землю.

## Творчество
Пребывание великого поэта на донской земле не прошло бесследно для его творчества. В своих стихотворениях и прозаических произведениях он многие страницы посвятил Дону, казачеству, написав, между прочим, не дошедшую до нас поэму о Степане Разине, «единственном поэтическом лице русской истории», историческое исследование и повесть о Емельяне Пугачеве, казаке станицы Зимовейской. В его творчестве упоминаются и Ермак, Булавин, атаман Фрол Минаев, атаман начала Смутного времени Корела, знаменитый казачий походный атаман Иван Краснощеков и многие другие видные и малоизвестные герои донского казачества.
Впервые посетив донскую землю в 1820 году, Пушкин проезжал мимо развалин турецкой крепостицы Лютик на Мёртвом Донце, мимо знаменитого города-легенды Танаиса. Многие исследователи творчества Пушкина говорят, что именно здесь своим поэтическим гением увидел Пушкин и лукоморье с дубом зеленым и цепью златой, и избушку на курьих ножках, позже искрометными стихами вошедшими в введение к поэме «Руслан и Людмила».
Последнее посещение Дона, когда А. С. Пушкин возвращался с Кавказа в 1829 году, подъезжая к Аксаю вечером, был сражен прелестью картины вечернего Дона. Многие краеведы, исследователи творчества Пушкина и обстоятельств пребывания на Дону (А. Н. Скрипов, В. П. Гнутов, Б. А. Плевакин) считают, что именно в эти дни великий поэт написал своё известное стихотворение «Дон»:
|  | Блеща средь полей широких, Вон он льется!.. Здравствуй, Дон! От сынов твоих далеких Я привез тебе поклон. Как прославленного брата, Реки знают тихий Дон; От Аракса и Евфрата Я привез тебе поклон. Отдохнув от злой погони, Чуя родину свою, Пьют уже донские кони Арпачайскую струю. Приготовь же, Дон заветный, Для наездников лихих Сок кипучий, искрометный Виноградников твоих.' |

Ранняя смерть (современники говорили, что организм Пушкина был рассчитан на 90 лет жизни) помешала ему реализовать многое из задуманного по истории донского казачества и донского края в целом.

## Память
Александра Сергеевича Пушкина всегда помнили, помнят и будут вечно помнить на Дону, как и по всей России. Ему поставлен памятник работы Г. А. Шульца на Пушкинской улице в Ростове-на-Дону. В Аксае ежегодно проводятся Пушкинские праздники, «Пушкинские общества» активно действуют в Ростове, Азове, Таганроге, Аксае, других городах и станицах Дона. Имя великого поэта носят улицы и библиотеки многих городов и станиц Ростовской области. Но, главное, он жив в своих бессмертных произведениях.